# Jhon Jarrín
John Jarrín (21 de diciembre de 1961 - 9 de marzo de 2021) fue un ciclista de pista ecuatoriano.
Fue considerado como el pionero del ciclismo en pista ecuatoriano. Después de convertirse en un ciclista de pista establecido, compitió en los eventos de persecución individual y por equipos en los Juegos Olímpicos de Verano de Moscú 1980.
Se convirtió en campeón sudamericano, de los Juegos Bolivarianos y Panamericanos. Continuó con el ciclismo de pista en la categoría máster. Fue junto al futbolista Arturo Cárdenas el encendedor de la antorcha en los Juegos Bolivarianos de 1985.
Jarrín fue atropellado por un automóvil en Cuenca el 9 de marzo de 2021 y murió a causa de las heridas poco después.